# سیارک ۷۵۰۷۲
سیارک ۷۵۰۷۲ (به انگلیسی: 75072 Timerskine، نامگذاری:1999VU19) هفتاد و پنج هزار و هفتاد و دومین سیارک کشف شده‌است که در ۱۴ نوامبر ۱۹۹۹ کشف شد.